# Filip och Fredriks podcast
Filip och Fredriks podcast, tidigare även kallat I baksätet med Filip & Fredrik, är ett poddradioprogram av Filip Hammar och Fredrik Wikingsson som publiceras varje torsdag. Programmet hade premiär 4 juni 2010 och ersattes 7 augusti 2014 av The Filip and Fredrik podcast som var en engelskspråkig version av podden. Det sista avsnittet av den engelska podden släpptes den 13 juni 2017, medan man redan den 19 januari 2017 hade återupptagit den svenskspråkiga podcasten. Under första halvan av 2017 släpptes alltså avsnitten från de båda poddarna parallellt.
I första säsongen åkte Filip och Fredrik runt i en bil och ringde upp diverse kändisar. Fem avsnitt spelades in totalt under sommaren 2010, detta samtidigt som duon spelade in sin programserie Lite sällskap. Den andra säsongen hade premiär 12 november 2010, och är ganska likt första säsongen förutom att de inte ringer till kändisar. Redaktör för podcasten var till en början Olle Palmlöf som efterträddes av författaren Sigge Eklund. 
Samarbetet med Aftonbladet avbröts vid årsskiftet 2011/2012 och säsong 3 som hade premiär 4 januari 2012 distribueras istället huvudsakligen via parets nya webbplats filipochfredrik.com.
Podden räknas som en av Sveriges största poddar, och snittade 2019 på 134 000 lyssnare i veckan.